# Reserva del parque nacional de Mealy Mountains
Akami-Uapishkᵘ-KakKasuak-Mealy Mountains National Park Reserve es una reserva de un parque nacional en la región de Terranova y Labrador. Establecido en 2015, su superficie abarca aproximadamente 10.700 kilómetros cuadrados.  Junto con las Montañas Mealy, el parque protege una gran parte del bosque boreal, la tundra y más de 50 kilómetros de costa en el Mar de Labrador y el Lago Melville. Es el parque nacional más grande del Canadá oriental. Contiene gran variedad de fauna y flora silvestres, peces y aves migratorias, incluida la manada de caribúes de los bosques de las Montañas Mealy, y poblaciones saludables de salmón atlántico silvestre, en disminución en toda su área de distribución. Otros mamíferos que habitan esta reserva del parque son las manadas de lobos, el oso negro, la marta y dos especies de zorros. Los acuerdos con los pueblos indígenas de la zona, incluidos los innu, los inuit y los nunatu-kavut, permiten compartir varias responsabilidades de gestión y planificación, y la continuación de los derechos indígenas en la zona protegida.

## Antecedentes
Parks Canada, el órgano rector y administrativo del sistema de parques nacionales, ha elaborado un plan de sistemas nacionales en el que se identifican 39 regiones naturales diferentes que pretende representar. Desde el decenio de 1970, el pueblo innu rechazó la administración de Parks Canada en la región. Sin embargo, en 2001, tras concertar un marco para un acuerdo de reclamación de tierras, la Nación Innu invitó a Parks Canada a que comenzara a realizar un estudio de viabilidad sobre la posibilidad de establecer un nuevo parque en Labrador, que representaría el bosque boreal de la costa oriental. Se formó un comité directivo, que celebró una serie de reuniones cerca del lago Melville. Una de las preocupaciones planteadas por los residentes de la zona se refería a los "usos tradicionales de la tierra por los labradores", que incluyen "el uso continuado de refugios personales, fuegos para almuerzos y picnics, corte de leña para uso personal, recolección de hierbas medicinales y curativas, recolección de bayas, pesca y caza, y trampeo para caza menor".
En mayo de 2008, el comité llegó a la conclusión de que un parque era factible. El parque comenzó como una reserva debido a las negociaciones no resueltas sobre reclamaciones de tierras con el pueblo innu en la zona. Una reserva de parque nacional es una zona que se ha reservado con la intención de convertirse en un parque nacional, en espera de que se resuelvan las reclamaciones de tierras. Hasta entonces, se gestionan como parques nacionales en virtud de la Ley de Parques Nacionales.
El parque fue anunciado el 5 de febrero de 2010 por el entonces Ministro de Medio Ambiente Jim Prentice en Happy Valley-Goose Bay, Labrador. Al mismo tiempo, el gobierno de Terranova y Labrador anunció que también se crearía un propuesto Parque Provincial de Vías Navegables. Estará adyacente a las Montañas Mealy y protegerá la cuenca del río Eagle. Juntos, los dos parques protegerán aproximadamente 13.000 kilómetros cuadrados. El parque será único porque permitirá actividades aborígenes tradicionales no permitidas en la mayoría de los demás parques, como la caza, lel trampeo, la pesca y el corte de madera para uso personal. Sin embargo, no se permitirá el desarrollo ulterior de la tierra y la minería. Larry Innes, de la Iniciativa Boreal Canadiense, que formó parte del comité directivo, dijo que "Es un cambio de política que realmente encaja en este contexto. El gran avance aquí es que no sólo se está creando la mayor área protegida en el este de América del Norte sino que lo están haciendo de una manera que se ajusta a los usos de la gente local ".
Alex MacDonald, del grupo de conservación Nature Canada, dijo que habían presionado para el establecimiento del parque. MacDonald dijo: "La protección de una zona tan grande mantendrá grandes cantidades de hábitat - hábitats fluviales, ecosistemas acuáticos, el hábitat de la tundra, así como zonas de bosque boreal".
El Gobierno federal renovó su compromiso con la reserva del parque en 2015, proponiendo "Akami-Uapishkᵘ-KakKasuak-Mealy Mountains" como nombre para la novena reserva del parque nacional del país. "Akami-Uapishkᵘ" es el nombre innu de la zona, que significa "Montaña Blanca al otro lado", mientras que "KakKasuak" es la palabra inuit de Labrador para "montaña". La Reserva del parque nacional se estableció oficialmente como el 46.º parque nacional del Canadá con la firma, el 31 de julio de 2015, de un Memorando de Acuerdo de Transferencia de Tierras federal/provincial. Las tierras fueron transferidas oficialmente al gobierno federal canadiense por la provincia de Terranova y Labrador el 10 de julio de 2017.